# NEXTBASE
NEXTBASE（ネクストベース、Hitachi NEXT BAnking Solution for Excellent regional banks）は、日立製作所が提供する、地域金融機関（主に、第二地方銀行）向け勘定系システムのパッケージたるバンキングソリューションである。

## 概要
主に第二地銀向け（但し、第二地銀協に加盟していた第三銀行が三重銀行を吸収して発足した三十三銀行は地銀協加盟行となる）の共同アウトソーシングサービスとして提供するバンキングソリューションである。勘定系パッケージには、NTTデータの勘定系パッケージであるBeSTAを採用し、日立製メインフレーム(VOS3)で稼働する。
また、勘定系以外にも外接系などの基幹系システム、別見積もりで営業店システム、更にオプションでインターネットバンキングシステム等も用意されている。

## 採用行
- 稼働中
  - 徳島銀行→徳島大正銀行（第1行。2005年5月稼働開始[1][2]）
  - 香川銀行（第2行。2007年1月稼働開始[3]）
  - イオン銀行（2007年10月稼働開始[4]）
  - 北日本銀行（2005年5月採用発表[5]。2008年1月稼働開始[6]）
  - トマト銀行（2006年4月採用[7]。2009年1月5日稼働開始[8]）
  - 高知銀行（2006年12月採用[9]。2009年1月5日稼働開始[8]）
  - 栃木銀行（2008年1月採用[10]。2010年1月4日稼働開始[11]）
  - 大光銀行（2011年5月26日採用発表[12][13]。2014年1月4日稼働開始[14]）
  - 第三銀行→三十三銀行（2012年3月発表[15]。2014年1月6日稼働開始[16]、2021年5月1日、三重銀行を吸収合併し発足した三十三銀行でも継続利用）
  - 静岡中央銀行（2012年7月発表[17]。2015年1月5日に稼働開始[18]）
  - 大東銀行（2013年10月発表[19]。2016年5月6日にリプレース[20]）

- 未稼働

2021年5月7日現在は無し。
- 採用撤回
  - 新銀行東京（NTTコミュニケーションズ経由のセカンドソース供給→採用撤回）
  - あおぞら銀行（→採用撤回→2016年5月2日BeSTAcloudに移行）

- 運用終了
  - 大正銀行（2013年6月発表[21]。2015年1月4日に稼働開始[22]、2020年1月1日に徳島銀行に合併され、同時に同行のシステムに統合された）
  - 中京銀行（2009年4月採用[23]。2011年10月11日稼働開始。2025年1月1日に愛知銀行に吸収合併され、解散。合併後のあいち銀行では、旧愛知銀行利用のNTTデータ地銀共同センターに統一[24]。）